# Cirque du Freak (manga)
Cirque du Freak (ダレン・シャン, Daren Shan, conocido como "Darren Shan"), conocida como "The Saga of Darren Shan" en el Reino Unido, es una serie de mangas japoneses ilustrados por Takahiro Arai y basados en la serie de libros La Saga de Darren Shan del autor Darren Shan. Arai ganó un concurso en el que al mangaka ganador se le daría el permiso para dibujar la serie en un manga de extensión mediana. También dejó a su hermano diseñar unas escenas, unos cuantos personajes, y algunos escenarios. La serie fue publicada en la revista Shōnen Sunday de 2006 a 2009, y se publicaron un total de 12 volúmenes en Japón por Shogakukan.
Cirque du Freak fue licenciado para su distribución en Norteamérica por Yen Press y por HarperCollins en el Reino Unido. Yen Press fue capaz de adquirir la licencia debido a su compañía hermana, Little, Brown and Company, la cual publicaba las novelas originales; la edición de Yen Press también contuvo un fragmento de la serie original. Cirque du Freak fue también licenciado en Francia por Pika Édition y en Taiwán por Sharp Point Press. La serie recibió críticas relativamente positivas de los críticos Occidentales, alabando su estilo e historia. El arte y diseños de personajes fueron elogiados por los críticos, que lo categorizaban como estraño y por encima de su época.
Cirque du Freak narra la historia de Darren Shan, un chico joven convertido en un medio-vampiro. Se une al Cirque du Freak con su guardián, Larten Crepsley, quién lo había convertido en un medio-vampiro. Comparten una incómoda relación, a menudo sintiéndose confundidos por los sentimientos y preocupaciones del otro, y Darren sintiendo aversión hacia Crepsley por acabar con su vida humana. Steve Leonard, el mejor amigo de Darren mientras era humano, se siente traicionado porque este se convirtiera en un medio-vampiro y decide convertirse en cazador de vampiros con el objetivo de matarle.

## Trama
Después de asistir a un Freak Show, o espectáculo de fenómenos, conocido como "Circo de los Horrores", un chico llamado Darren Shan se siente tentado a robar una gran tarántula del domador de arañas y revelado vampiro, Larten Crepsley. Aprende cómo controlarla a través de la telepatía, pero mientras practicaba con su mejor amigo, Steve Leonard, la araña se asusta y muerde el cuello a Steve. Aunque el mordisco no le mata, Steve queda paralizado y Darren busca a Crepsely con la esperanza de obtener un antídoto para su amigo. Crepsley acepta dárselo con la condición de convertir a Darren en vampiro; Darren acepta, y se ve convertido en medio-vampiro salvando así a su amigo Steve. Inmediatamente después, Darren huye de Crepsley, con el temor de perder su estilo de vida, sus amigos y familia. Aun así, Darren pronto se da cuenta de que no puede manejar su nueva fuerza y sed de sangre, y vuelve a donde Crepsley. Escenifican la muerte de Darren, pero antes de partir e irse para siempre de la ciudad, Darren se encuentra con Steve, quién jura convertirse en un fuerte cazador de vampiros y matarlo al sentirse traicionado por él.
A pesar de necesitar sangre humana, Darren sólo bebe sangre animal, y siente odio hacia Crespley por cambiar su naturaleza. También se siente sólo, sin familia ni amigos; él tratara de juntarse con otros niños, pero su carencia del control con su fuerza causó que otro chico acabase herido. Le confiesa a Crepsley su situación y Crepsley decide llevarle a Cirque du Freak, sabiendo que Darren sería capaz de tener amigos allí y ser él mismo cuando estuviera rodeados por otros seres extraños.

## Personajes
Darren Shan
Darren Shan (ダレン・シャン, Daren Shan) es un chico joven con un raro interés y amor por las arañas. Darren se sintió atraído al espectáculo Cirque du Freak debido al domador de arañas, y se quedó ensimismado e intrigado por la actuación; lo suficiente como para tomar la decisión de robar la araña. Es un muchacho feliz que vive alegremente con su familia, pero decide convertirse en medio-vampiro y unirse a Larten Crepsley para salvar la vida de su amigo, al ser el responsable de su situación. Incluso después de que Steve jura matarle algún día cuando se convierta en un fuerte cazador de vampiros, Darren advierte a Crepsley sobre la amenaza para mantener Steve seguro, creyendo que es aún su amigo mejor. Él y Steve se enfrentan hasta la muerte en el último tomo del manga.
Steve Leonard
Steve Leonard (スティーブ・レナード, Sutību Renaddo) es el mejor amigo de Darren, el cual tiene un profundo interés por los vampiros. Descubre que Larten es un vampiro, y le suplica que lo convierta en uno. Larten tras probar su sangre, le dice que es "mala", y que Steve es malvado y retorcido. Steve es el primero en darse cuenta de que Darren ya no es humano, y se marcha de la ciudad para convertirse en un fuerte cazador de vampiros capaz de matar a Darren. Steve remarca que su padre ya no vive con él y que siente que su madre no le quiere; él pensaba que Darren sería la única persona que verdaderamente echaría de menos si se convirtiera en vampiro.
Larten Crepsley
Larten Crepsley (ラーテン・クレプスリー, Raaten Kurepusurī) es un vampiro que trabajaba como domador de arañas en el Cirque du Freak y se convierte en el guardián de Darren. Ve un gran potencial en Darren y lo convierte para tener la oportunidad de entrenarlo. Aunque Crepsley actúa fríamente con Darren y le pone a prueba bajo un aspecto afable, también muestra preocupación por él y lamenta haber cambiado la naturaleza de Darren tras ver su tristeza. Fue su idea la de llevar a Darren al Cirque con el objetivo de tratar de mejorar la situación de este. A pesar de ser un vampiro, Crepsley cree que no son monstruos hasta que matan humanos, y se niega a convertir a alguien malvado en vampiro.

## Producción
La serie manga estuvo basada en la serie de 12 libros del autor Darren Shan. Arai recibió una llamada de su editor en 2006, y le informó sobre un concurso en el que el ganador haría un manga de Cirque du Freak. Shan actuaría como el "juez final", quién decidió los participantes que serían escogidos. Arai "dibujó un capítulo o dos", y en abril de 2006, fue aceptado como el ganador de concurso. Arai utilizó la "esencia" de la versión de su hermano en una escena donde Darren compra los tickets para el Cirque du Freak. Su hermano también diseñó algunos escenarios y los personajes Hans Hands, Alexander Ribs, and Gertha Teeth. Arai menciona que durante la producción del volumen dos fue cuándo verdaderamente aprendió la diferencia entre la representación de una novela y un manga, explicó que el manga tiende a ser más sincero que una novela debido a su estilo de arte. En general, Arai sentía que la representación era "muy divertida", pero aun así un "proceso desesperante". Cirque du Freak fue serializada también semanalmente, por lo que Arai tenía que "crear un gancho y clímax en dieciocho páginas cada semana". Para poder hacer que "la historia encajara", Arai se sintió forzado a eliminar escenas. Arai expresó que le habría gustado invertir más tiempo en las Pruebas de Muerte y el Festival de los no-muertos durante el volumen cinco, pero se vio obligado a condensar la obra original para ajustarse al volumen de un manga.
Para crear los escenarios, Arai reunió referencias de las fotografías tomadas durante su niñez en Escocia. Además, la casa de Darren está basada en su casa de Escocia.

## Acogida
El primer volumen de Cirque du Freak formó parte de la lista "Grandes Novelas Gráficas Para adolescentes" de 2010 por la American Library Association, lista que compila novelas gráficas que "mezcla los criterios de ambas literatura de buena calidad y fomento de la lectura para adolescentes".
Cirque du Freak ha recibido críticas relativamente buenas de mano de los críticos occidentales. Cirque du Freak estuvo en la lista de Graphic Novel Reporter como una elección de calidad en el ámbito de las novelas gráficas en el verano de 2009. En la crítica que John Hogan efectuó para Graphic Novel Reporter sobre el primer volumen, alabó el arte de Arai remarcando el magnífico trabajo efectuado, "creando un manga en el que se siente una mezcla de estilos entre los dos mundos, el americano y el japonés" Snow Wildsmith para la Revista de Biblioteca Escolar,  revisó el primer volumen positivamente, notando la emoción y reflexión presentes en él, pero comentó que aunque "tuviese cohesión y estuviera bien estructurado", "sentía que los últimos volúmenes encajaban correctamente."
Grant Goodman de PopCulture Shock's calificó el primer volumen con una "A", llamando el diseño de personajes "extraño-pero-precioso" y que el ritmo de la "segunda mitad", el cual "arremete con un vertiginoso paso", causas que el " cuento del Darren Shan pase a ser un notorio título ante el exceso de estándares en el manga shonen." El segundo volumen fue revisado por Goodman el 27 de julio en el segmento de revisión "Manga Minis" de 2009. Goodman también valoró el volumen con una "A" y elogio el ritmo, así como destacó que la oscuridad que contenía era "accesible a una audiencia más adulta". Deb Aoki, escribiendo para la página web About.com, valoró el primer volumen con tres estrellas y media de cinco, alabando los diseños de personajes, la atracción de seguidores, e historia. Aun así, también destacó que el gore "podría perturbar a lectores sensibles", y señaló algunas escenas como superiores emocionalmente y que el arte era propenso a distraer a los lectores por su torpeza. Manga Life's Joy Kim criticó que el primer volumen era "extremadamente previsible" y el arte tan "ocasionalmente incómodo", pero sentía que era una buena alternativa "" a las series shōjo centradas en vampiros "con la madurez emocional y amor torturado de un emo alumno de instituto".
Grant Goodman valoró el quinto volumen con una "A", concluyendo que "rebosa acción, misterio, y traición—todo esto creando un manga que no quieres perderte."